# Yvette Higgins
Yvette Higgins, född 5 januari 1978 i Sydney, är en australisk vattenpolospelare. Hon deltog i den olympiska vattenpoloturneringen i Sydney som Australien vann. Higgins gjorde åtta mål i turneringen och avgjorde OS-finalen till Australiens fördel.